# Rana cascadae
Espèce
Statut de conservation UICN

 NT  : Quasi menacé
Rana cascadae, la Grenouille à pattes rouges, est une espèce d'amphibiens de la famille des Ranidae.

## Répartition
Cette espèce est endémique de l'Ouest des États-Unis. Elle se rencontre, généralement au-dessus de 1 000 m d'altitude :
- dans le nord-ouest de la Californie ;
- dans l'ouest de l'Oregon ;
- dans l'ouest de l'État de Washington.

## Description

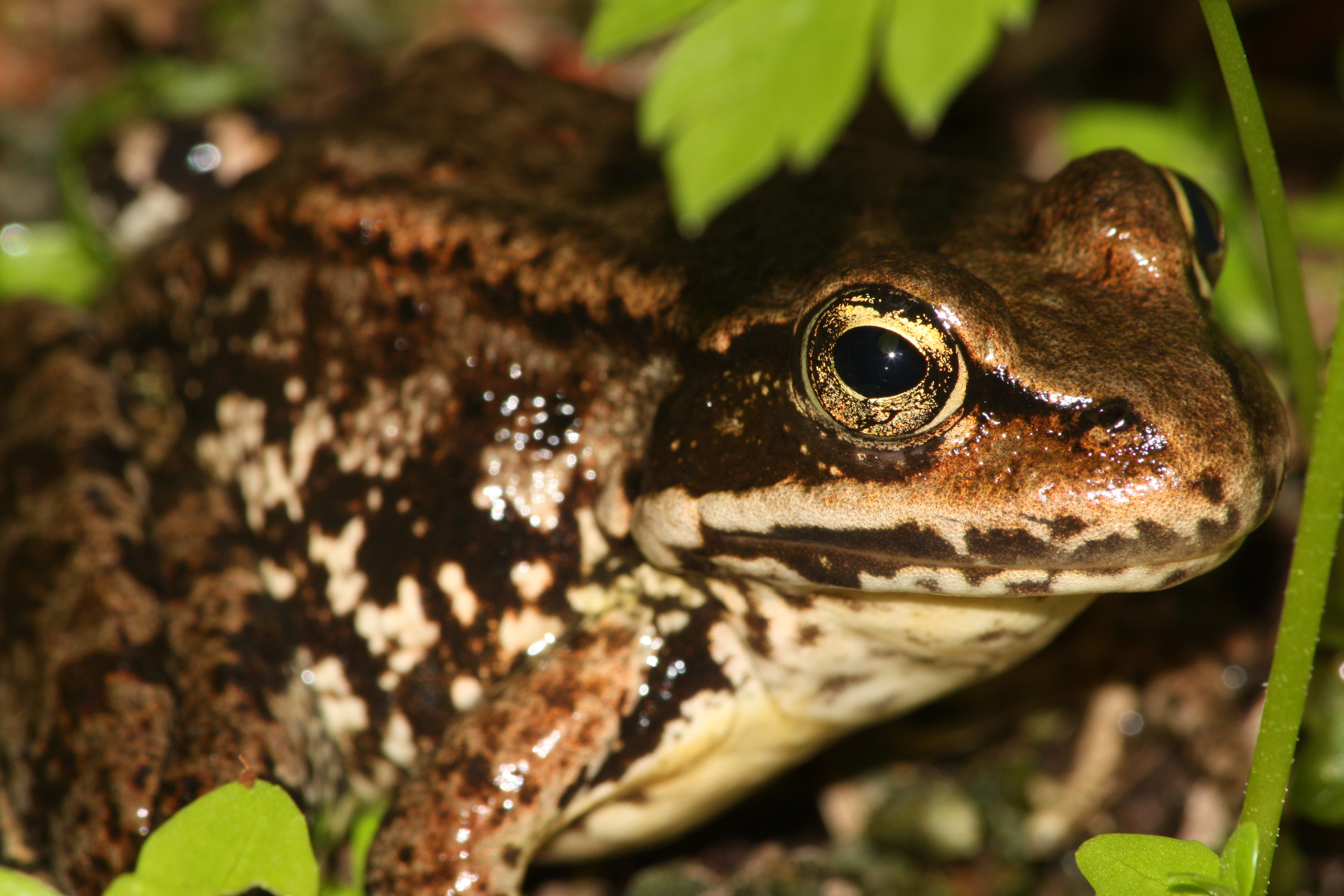
Rana cascadae

Rana cascadae mesure de 44 à 75 mm pour les femelles et jusqu'à 58 mm pour les mâles.

## Étymologie
Son nom provient de son aire de répartition située en partie dans la chaîne des Cascades.

## Publication originale
- Slater, 1939 : Description and life-history of a new Rana from Washington. Herpetologica, vol. 1, no 6, p. 145-149.